# Opisthograptis tangens
Opisthograptis tangens är en fjärilsart som beskrevs av Barend J. Lempke 1951. Opisthograptis tangens ingår i släktet Opisthograptis och familjen mätare. Inga underarter finns listade i Catalogue of Life.